# Samantha Terán
Samantha Terán Quintanilla (* 6. Mai 1981 in Mexiko-Stadt) ist eine ehemalige mexikanische Squashspielerin.

## Karriere
Samantha Terán begann ihre Karriere in der Saison 2000 und gewann 16 Titel auf der WSA World Tour. Ihre höchste Platzierung in der Weltrangliste erreichte sie mit Position elf im Mai 2010. Bei Weltmeisterschaften erzielte sie mit dem Halbfinaleinzug 2011 ihr bestes Resultat. Sie war zudem der erste mexikanische Squashsportler, dem dies gelang. Bei Panamerikanischen Spielen gewann sie zehn Medaillen. 2003 und 2007 gewann sie jeweils die Bronzemedaille im Einzel- und im Mannschaftswettbewerb. Bei den Spielen 2011 gewann sie Goldmedaillen im Einzel und Doppel sowie Bronze mit der Mannschaft. Im Einzel besiegte sie im Finale Samantha Cornett. Im Endspiel des Doppelwettbewerbs gewann sie an der Seite von Nayelly Hernández gegen die Kolumbianerinnen Catalina Peláez und Silvia Angulo Rugeles. 2015 gewann sie im Einzel, Doppel und mit der Mannschaft jeweils eine weitere Bronzemedaille. Auch 2019 sicherte sie sich mit der Mannschaft Bronze. Bei Panamerikameisterschaften ist sie mit sieben Titeln Rekordgewinnerin im Einzel. Mit der mexikanischen Nationalmannschaft nahm sie mehrfach an der Weltmeisterschaft teil.

## Erfolge
- Panamerikameister: 7 Titel (2002, 2004, 2006, 2009, 2010, 2014, 2017)
- Panamerikameister mit der Mannschaft: 2017
- Vize-Panamerikameister im Doppel: 2013 (mit Karla Urrutia)
- Gewonnene WSA-Titel: 16
- Panamerikanische Spiele: 2 × Gold (Einzel und Doppel 2011), 10 × Bronze (Mannschaft 1999, Einzel und Mannschaft 2003, Einzel und Mannschaft 2007, Mannschaft 2011, Einzel, Doppel und Mannschaft 2015, Mannschaft 2019)
- Zentralamerika- und Karibikspiele: 14 × Gold (Einzel 2002, 2010, 2014 und 2018, Doppel 2002 und 2014, Mannschaft 2002, 2006, 2010, 2014 und 2018, Mixed 2002, 2006 und 2010), 2 × Silber (Einzel 2006, Doppel 2018)